# Dorstener Straße 279

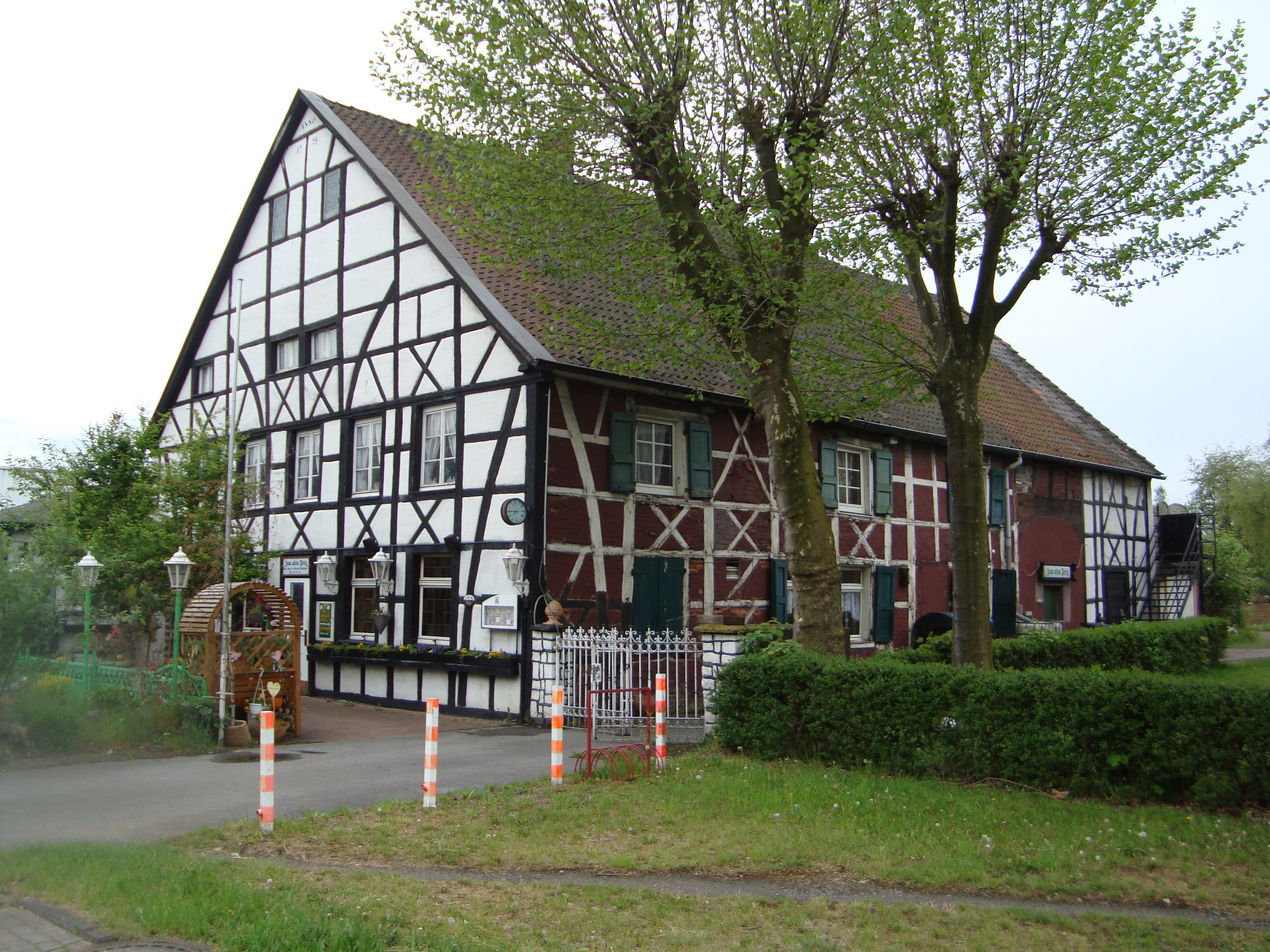
Ansicht von 2013

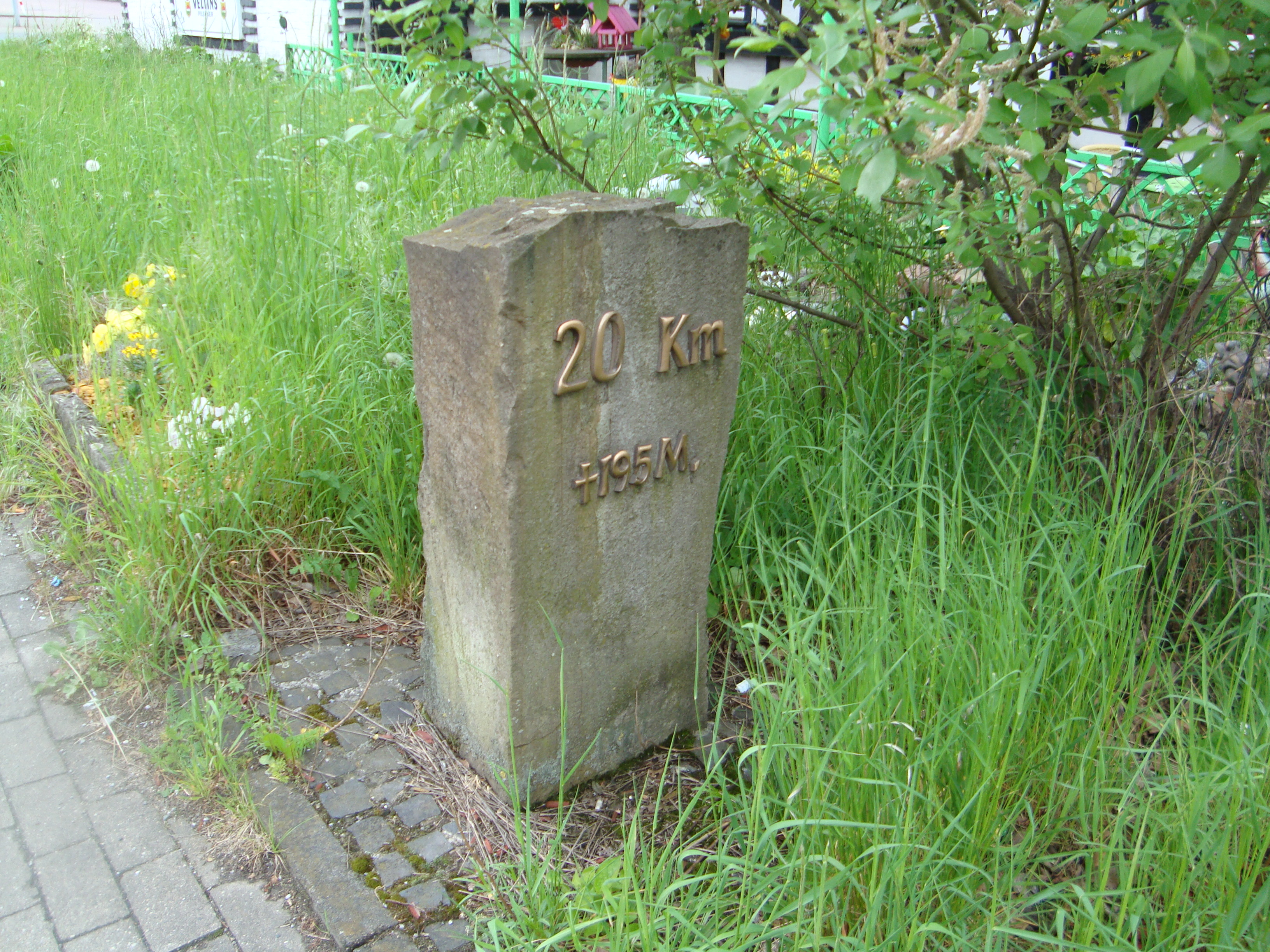
Hälfte des Kohlenwegs

Das Fachwerkhaus Dorstener Straße 279 in Herne-Eickel ist ein unter Denkmalschutz stehendes Baudenkmal.

## Beschreibung
Das Querdeelen-Fachwerkhaus verfügt über zwei Vollgeschosse, ein Drempelgeschoss sowie den Dachboden und hatte in seiner ursprünglichen Größe eine Tiefe von etwa 23 Meter und eine Breite von etwa 13,5 Meter. Mit den später hinzugekommenen Anbauten bemisst es sich heute auf rund 32 Meter Tiefe und 19 Meter Breite.
Am 23. November 2000 wurde das Gebäude als Denkmal Nr. 646 in die Denkmalliste der Stadt Herne aufgenommen.

## Geschichte
Der Kotten Blanke in Holsterhausen an der ehemaligen Dorstener Chaussee war einer von etwa 50 Bauernhöfen und Kotten in Wanne-Eickel. Eine erste Erwähnung findet sich im Jahre 1684 für den Besitzer Engelbert Blanke, seit dieser Zeit wird hier ein Gasthaus betrieben.
Für den Viehauftrieb auf eine der beiden Vöden in Eickel hatte der spätere Besitzer, Friedrich Schlenkhoff, ab 1743 die Gebühr einzuhalten. Um 1766 wurde die Dorstener Chaussee zum Gahlener Kohlenweg ausgebaut, so dass Fuhrleute auf ihrem Weg von Bochum nach Gahlen hier Herberge fanden und die erhobenen Zölle hier zu entrichten hatten. Die ehemalige Zollstation befand sich etwa auf der Hälfte des Weges zwischen Bochum und Gahlen.
Der ehemalige Kotten wurde 1839 durch das heutige Fachwerkhaus ersetzt. Das heutige Gebäude stammt aus dem Jahre 1775 und hatte ursprünglich in Gladbeck gestanden. Die heutigen Anbauten sind erst später hinzugekommen, eine genaue Datierung der Anbauten ist nicht mehr möglich.
In dem Gebäude wurde über lange Zeit eine Gaststätte unter dem Namen Zum alten Fritz betrieben. Der Name ging vermutlich nicht auf den Preußenkönig Friedrich II. zurück, sondern auf den ehemaligen Besitzer Friedrich Schlenkhoff.

## Belege
1. ↑  Alle Masse nach https://www.tim-online.nrw.de/
2. 1 2  Kotten Blanke auf wanne-eickel-historie.de
3. 1 2  Tobias Bolsmann: Gaststätte „Zum Alten Fritz“ war früher eine Zollstation. In: Westdeutsche Allgemeine Zeitung. Funke Mediengruppe, 10. Oktober 2014, abgerufen am 1. Mai 2025.

Koordinaten: 51° 32′ 1,1″ N, 7° 11′ 7,6″ O